# Moraviani
(Un motto di Sant'Agostino, spesso usato dai moraviani)

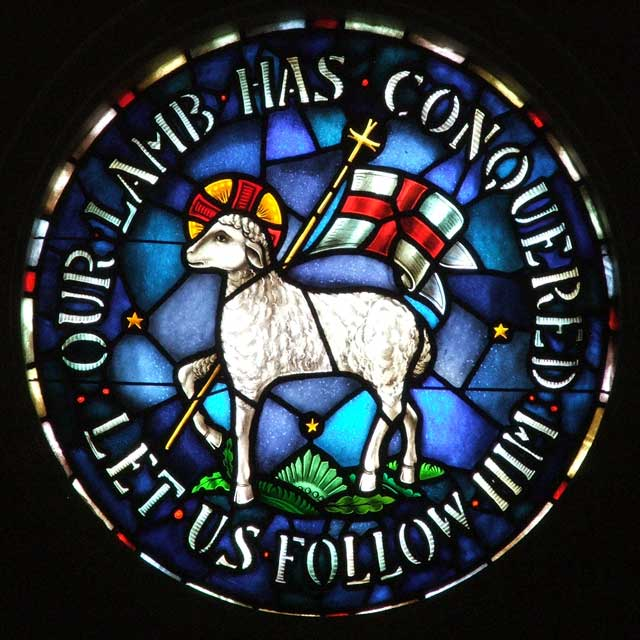
Agnus Dei, simbolo dei moraviani

I moraviani, anche detti Unione dei Fratelli boemi, Fratelli moravi, Chiesa moraviana o Chiesa morava, sono un gruppo religioso cristiano originatosi dal movimento hussita a Kunvald, Boemia, nel 1457-1462; dopo anni di persecuzioni e migrazioni, venne ricostituito da Nikolaus Ludwig von Zinzendorf nel 1727.
Rappresentano la prima e più antica confessione protestante tuttora esistente e in passato erano conosciuti soprattutto come Fratelli boemi. Il nome originale di questa chiesa cristiana era Unitas Fratrum e viene utilizzato ancora oggi.

## Storia

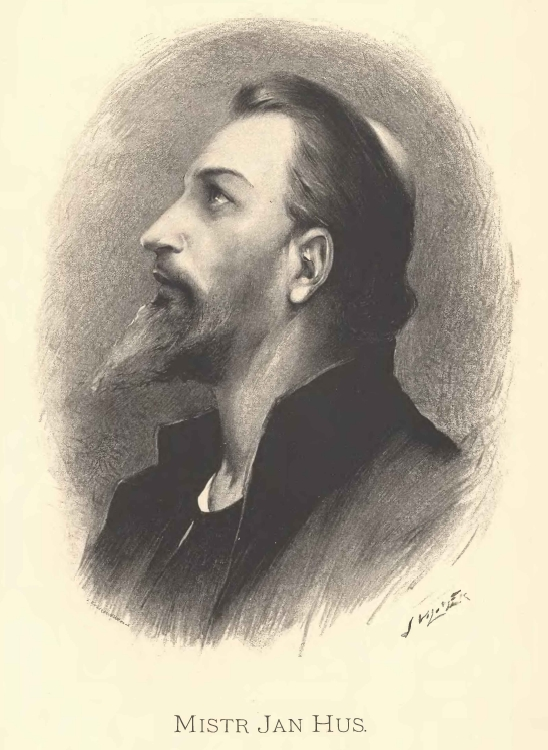
Jan Hus ritratto da Jan Vilímek in una illustrazione

I moraviani derivano dalla Unitas Fratrum, un gruppo religioso hussita diffuso in Boemia e Moravia che seguiva la dottrina del riformatore boemo Jan Hus: ritenevano che molti aspetti della Chiesa cattolica rappresentassero una forma corrotta del cristianesimo genuino, consideravano la Bibbia l'unica norma per la fede e la pratica religiosa, la natura umana corrotta e che la redenzione venisse solo da Gesù Cristo; secondo loro i veri cristiani dovevano manifestare la loro nuova vita in Cristo seguendo l'esempio della prima comunità cristiana descritta negli Atti degli Apostoli.
Grazie alla tolleranza religiosa degli jagelloni, i Fratelli boemi si diffusero notevolmente nei loro domini ma vennero ostacolati dagli Asburgo in Boemia. Dopo la Riforma protestante molti hussiti aderirono al luteranesimo o al calvinismo, mentre i Fratelli boemi decisero di continuare a seguire la teologia di Jan Hus e perciò continuarono ad essere perseguitati. A quel punto l'Unitas Fratrum si trovò di fronte a due possibilità: rimanere in Boemia e in Moravia praticando il moravianesimo in segreto oppure emigrare in altri Paesi. La maggior parte, tra cui il celebre filosofo ed educatore Comenio, decise quindi di andarsene e dirigersi verso l'Europa settentrionale e occidentale, sebbene alcuni gruppi consistenti di moraviani rimasero in patria.

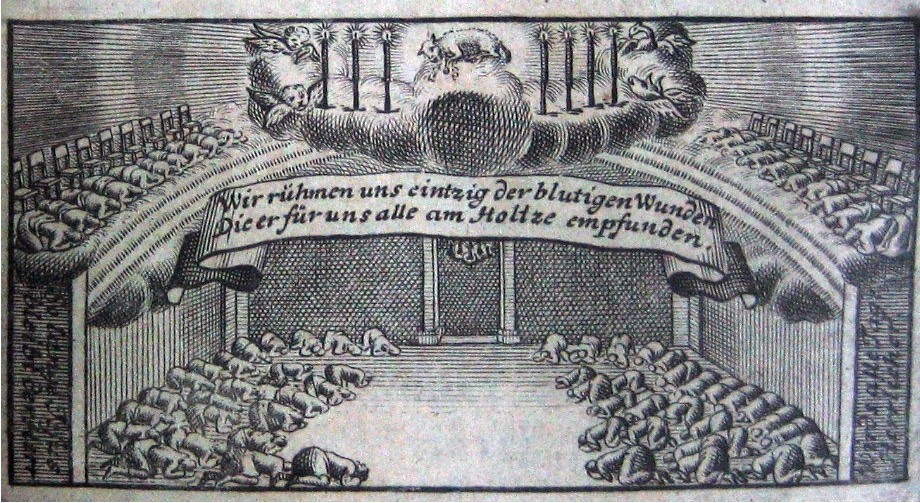
Proskýnesis di uomini e donne moraviani di Herrnhut in preghiera (1735)

Nel XVIII secolo un gruppo di moraviani fondò a Herrnhut una comunità sotto la guida del conte Nikolaus Ludwig von Zinzendorf e stabilirono missioni di evangelizzazione anche in Africa e nelle Americhe.
La loro teologia ebbe grande influenza su John Wesley, fondatore dei metodisti, e Friedrich Schleiermacher, padre della teologia protestante liberale.
Le chiese moraviane, nonostante le persecuzioni e le difficoltà che hanno dovuto sopportare, esistono ancora oggi. Attualmente i fedeli sono circa un milione, la maggior parte dei quali risiede in Africa, negli Stati Uniti, in Gran Bretagna e nei Caraibi. A livello mondiale i moraviani sono conosciuti col loro nome originario di Unitas Fratrum. Dal 1731, ogni anno fino a oggi, hanno pubblicato un lezionario per la lettura quotidiana della Bibbia, diffusissimo nel mondo evangelico: viene pubblicato in 43 lingue diverse, compreso l'italiano col titolo Un giorno, una parola da Claudiana.

## Teologia
Essenzialmente i moraviani condividono le stesse credenze fondanti delle chiese luterane e riformate, quindi si basano sulla definizione di Calcedonia.
I moraviani credono nella Santissima Trinità, Gesù Cristo è il Salvatore del genere umano, e la salvezza deriva solo dalla grazia tramite la fede in Dio, totale e completa solo con l'amore; i sacramenti sono solo due, battesimo e Cena del Signore.

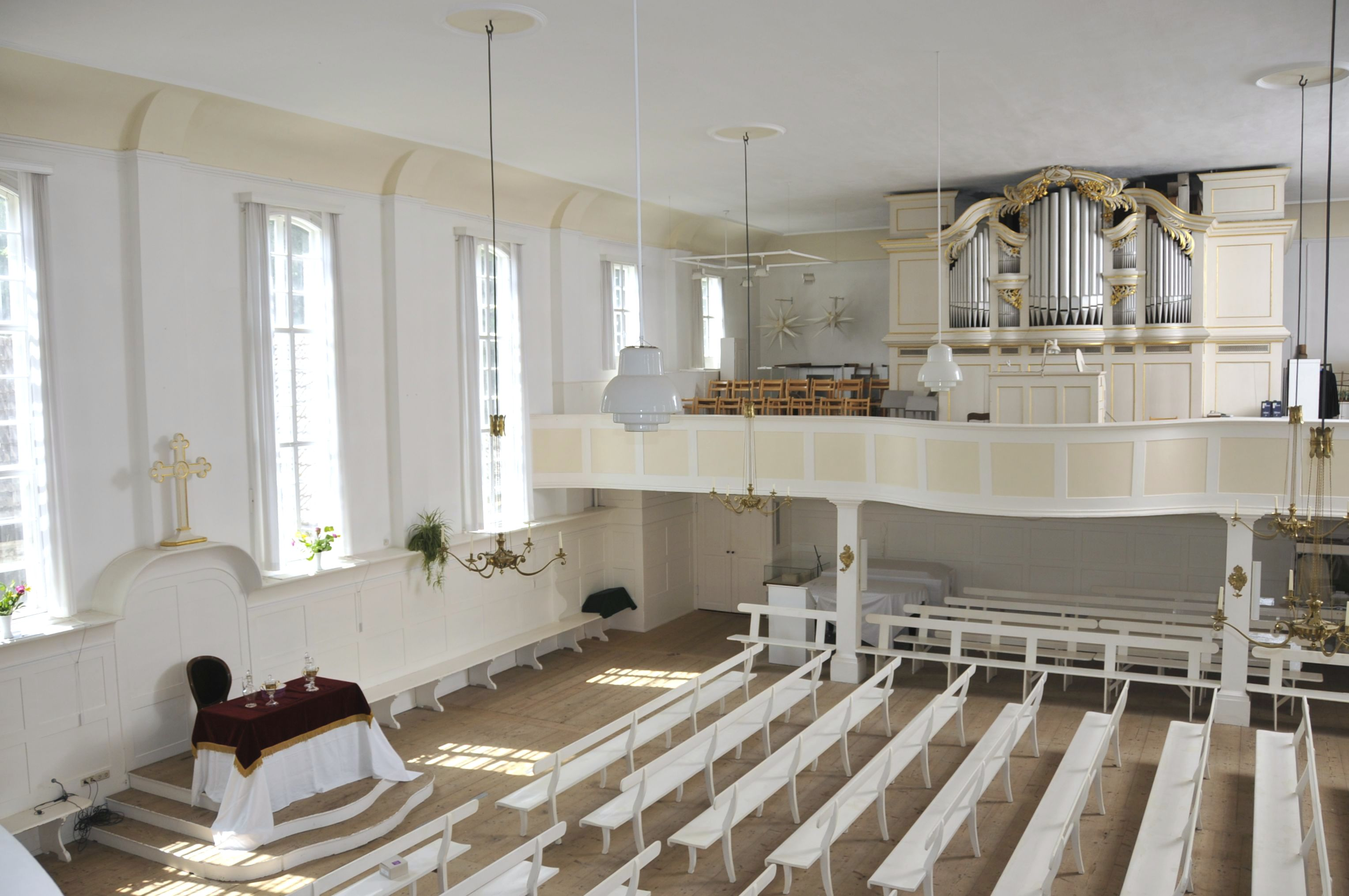
Chiesa moraviana di Nesse-Apfelstädt in Germania

Il fulcro della chiesa moraviana consiste nel leggere e interpretare correttamente la Bibbia, cosa che non sarebbe possibile fare senza l'aiuto dello Spirito Santo. Molte chiese moraviane si caratterizzano per il valore estremamente liturgico del culto, ma anche delle festività cristiane e di celebrazioni ordinarie o sacramentali, per le quali hanno formulato diversi riti liturgici. I Fratelli Boemi furono, a questo proposito, autori del testo di molti canti religiosi che, musicati, erano poi utilizzati durante le funzioni liturgiche
Sebbene i moraviani pongano grandissima enfasi nella, e attribuiscano molta importanza alla Cena del Signore, riconoscono che comunque è essenziale e necessario predicare la parola di Dio, quindi diffondere il Vangelo.
Molte chiese moraviane hanno assunto interpretazioni sul valore dell'eucaristia, spesso luterane o calviniste, ma la verità è che i moraviani originali preferiscono non dare nessuna definizione teologica della Santa Cena; per loro Gesù è presente nelle specie del pane e del vino, ma non interessa in che modo o con quali modalità avvenga questa presenza, dal momento che i sacramenti stessi sono dei "misteri" impossibili da comprendere per l'uomo, dei quali dinamica ed efficacia sono conoscibili solo a Dio; la frequenza delle celebrazioni eucaristiche varia da Chiesa a Chiesa.
I moraviani si distinguono dalla maggior parte delle altre Chiese perché pongono l'accento sul vivere una vita cristiana piuttosto che sui dogmi o sulle teorie.
I moraviani sono dediti anche al canto degli inni durante il culto; il primo libro degli inni moraviani venne pubblicato nel 1501-1505 e ancora oggi continuano a scriverli in varie lingue.
Le chiese moraviane condividono credo cattolici, ortodossi e protestanti:
- Simbolo degli Apostoli
- Simbolo atanasiano
- Simbolo niceno-costantinopolitano
- Confessione dell'Unione dei Fratelli Boemi del 1535
- Confessione augustana
- Piccolo Catechismo di Lutero
- Sinodo di Berna del 1532
- Trentanove articoli di religione
- Dichiarazione di Barmen
- Catechismo di Heidelberg

Sono organizzate in provincie o comunità, ognuna delle quali si gestisce autonomamente. Ci sono tre forme di ordinazione: vescovi, presbiteri e diaconi, i quali però non sono organizzati in una gerarchia: i vescovi si limitano ad amministrare la comunità a loro affidata, mentre i presbiteri e i diaconi svolgono il loro ruolo religioso.